# Grote coua
De grote coua (Coua gigas) is een vogel uit de familie Cuculidae (koekoeken).

## Verspreiding en leefgebied
Deze soort is endemisch in westelijk en zuidelijk Madagaskar.